# Convocazioni alla Volleyball Challenger Cup femminile 2022
Elenco delle giocatrici convocate per la Volleyball Challenger Cup 2022.

## Belgio
| N° | Nome               | Ruolo | Data di nascita   | Squadra        |
| -- | ------------------ | ----- | ----------------- | -------------- |
| -  | Gert Vande Broek   | All   | 28 febbraio 1967  | -              |
| 2  | Elise Van Sas      | P     | 1º agosto 1997    | Oudegem        |
| 3  | Britt Herbots      | S     | 24 settembre 1999 | AGIL           |
| 4  | Nathalie Lemmens   | C     | 12 marzo 1995     | Kaposvári      |
| 5  | Jodie Guilliams    | S     | 26 aprile 1997    | Vilsbiburg     |
| 7  | Celine Van Gestel  | S     | 7 novembre 1997   | San Casciano   |
| 9  | Nel Demeyer        | L     | 21 marzo 2001     | Oudegem        |
| 10 | Pauline Martin     | O     | 9 aprile 2002     | Charleroi      |
| 12 | Charlotte Krenicky | P     | 29 giugno 2000    | Limburg        |
| 13 | Marlies Janssens   | C     | 4 giugno 1997     | VDK Gent       |
| 15 | Jutta Van de Vyver | P     | 11 giugno 1996    | Asterix Avo    |
| 18 | Britt Rampelberg   | L     | 5 giugno 2000     | Asterix Avo    |
| 19 | Silke Van Avermaet | C     | 2 giugno 1999     | ASPTT Mulhouse |
| 21 | Manon Stragier     | S     | 12 marzo 1999     | Asterix Avo    |
| 22 | Anna Koulberg      | C     | 17 agosto 2004    | Asterix Avo    |

## Camerun
| N° | Nome                  | Ruolo | Data di nascita   | Squadra       |
| -- | --------------------- | ----- | ----------------- | ------------- |
| -  | Jean-René Akono       | All   | 4 agosto 1967     | -             |
| 3  | Iza Ambassa           | L     | 12 febbraio 2002  | Saint-Chamond |
| 5  | Arielle Olomo         | C     | 30 gennaio 2001   | -             |
| 7  | Davina Ngaméni        | L     | 14 novembre 2002  | -             |
| 8  | Grâce Bikatal         | P     | 17 settembre 1999 | -             |
| 10 | Berthrade Bikatal     | O     | 23 luglio 1992    | Évreux        |
| 12 | Carine Blamdai        | C     | 24 agosto 2000    | -             |
| 14 | Yolande Amana         | P     | 15 settembre 1997 | Chamalières   |
| 15 | Emelda Piata Zessi    | C     | 8 aprile 1997     | Limburg       |
| 16 | Estelle Adiana        | O     | 14 maggio 1997    | Chamalières   |
| 18 | Andréa Mimosette      | S     | 1º gennaio 2001   | Saint-Chamond |
| 20 | Michelle Wete Sissako | S     | 8 gennaio 2003    | -             |
| 21 | Brandy Ngatcheu       | S     | 25 marzo 2003     | -             |

## Colombia
| N° | Nome                  | Ruolo | Data di nascita   | Squadra            |
| -- | --------------------- | ----- | ----------------- | ------------------ |
| -  | Antônio Rizola        | All   | 9 agosto 1958     | Turda              |
| 1  | Darlevis Mosquera     | C     | 23 giugno 2000    | Emevé              |
| 2  | Yeisy Soto            | C     | 7 aprile 1996     | Béziers            |
| 3  | Dayana Segovia        | O     | 24 marzo 1996     | Vilsbiburg         |
| 4  | Melissa Montero       | P     | 11 marzo 1997     | Brusno             |
| 5  | Ana Karina Olaya      | O     | 13 settembre 2002 | Porto              |
| 6  | Valerín Carabalí      | C     | 25 ottobre 2000   | Marcq-en-Barœul    |
| 8  | Laura Zapata          | L     | 8 maggio 2005     | -                  |
| 9  | Laura Grajales        | S     | 21 dicembre 2002  | Turda              |
| 10 | Juliana Toro          | L     | 29 gennaio 1995   | Turda              |
| 11 | Vanessa Caicedo       | S     | 11 maggio 1996    | Deportivo SOAN     |
| 15 | María Alejandra Marín | P     | 4 novembre 1995   | Franches-Montagnes |
| 16 | Melissa Rangel        | C     | 16 ottobre 1994   | Paranaense         |
| 19 | Margarita Martínez    | S     | 19 maggio 1995    | Marcq-en-Barœul    |

## Croazia
| N° | Nome             | Ruolo | Data di nascita   | Squadra        |
| -- | ---------------- | ----- | ----------------- | -------------- |
| -  | Ferhat Akbaş     | All   | 12 aprile 1986    | Eczacıbaşı     |
| 2  | Mika Grbavica    | O     | 8 dicembre 2001   | HAOK Mladost   |
| 3  | Ema Strunjak     | C     | 24 settembre 1999 | Békéscsabai    |
| 4  | Božana Butigan   | C     | 19 settembre 2000 | Bergamo 1991   |
| 6  | Klara Perić      | P     | 30 marzo 1998     | HAOK Mladost   |
| 7  | Laura Miloš      | S     | 20 ottobre 1994   | Saint-Raphaël  |
| 9  | Lucija Mlinar    | S     | 6 maggio 1995     | Çukurova       |
| 10 | Dijana Karatović | S     | 23 luglio 2003    | Kaštela        |
| 11 | Beta Dumančić    | C     | 26 marzo 1991     | Vilsbiburg     |
| 12 | Josipa Marković  | S     | 25 gennaio 2001   | HAOK Mladost   |
| 13 | Samanta Fabris   | O     | 8 febbraio 1992   | Dinamo-Ak Bars |
| 14 | Martina Šamadan  | C     | 11 settembre 1993 | HAOK Mladost   |
| 16 | Lea Deak         | P     | 27 aprile 2000    | Volero Zurigo  |
| 19 | Izabela Štimac   | L     | 12 novembre 2000  | HAOK Mladost   |
| 20 | Natalia Tomić    | S     | 4 gennaio 2002    | HAOK Mladost   |

## Francia
| N° | Nome                  | Ruolo | Data di nascita   | Squadra              |
| -- | --------------------- | ----- | ----------------- | -------------------- |
| -  | Émile Rousseaux       | All   | 3 aprile 1961     | -                    |
| 1  | Héléna Cazaute        | S     | 17 dicembre 1997  | ASPTT Mulhouse       |
| 3  | Amandine Giardino     | L     | 30 marzo 1995     | Volero Le Cannet     |
| 9  | Nina Stojiljković     | P     | 1º settembre 1996 | Saint-Cloud Paris SF |
| 11 | Lucille Gicquel       | O     | 13 novembre 1997  | Imoco                |
| 12 | Isaline Sager-Weider  | C     | 5 luglio 1988     | RC Cannes            |
| 15 | Amandha Sylves        | C     | 29 dicembre 2000  | Nantes               |
| 21 | Eva Elouga            | C     | 14 ottobre 1999   | Quimper              |
| 23 | Léandra Olinga-Andela | C     | 12 agosto 1997    | ASPTT Mulhouse       |
| 38 | Leïa Ratahiry         | S     | 27 settembre 2002 | IFVB                 |
| 63 | Emilie Respaut        | P     | 25 aprile 2003    | IFVB                 |
| 75 | Guewe Diouf           | S     | 15 giugno 2002    | ASPTT Mulhouse       |
| 88 | Amélie Rotar          | O     | 24 ottobre 2000   | Venelles             |
| 91 | Halimatou Bah         | S     | 21 dicembre 2003  | IFVB                 |
| 98 | Sabine Haewegene      | S     | 9 maggio 1994     | Évreux               |

## Kazakistan
| N° | Nome                 | Ruolo | Data di nascita   | Squadra |
| -- | -------------------- | ----- | ----------------- | ------- |
| -  | Darko Dobreskov      | All   | 29 settembre 1983 | Qýanysh |
| 3  | Yana Petrenko        | C     | 30 luglio 1990    | Qýanysh |
| 4  | Ekaterina Mikhailova | S     | 4 maggio 1998     | Qýanysh |
| 8  | Polina Kostiva       | C     | 13 novembre 1995  | Altay   |
| 9  | Valeriya Chumak      | C     | 20 settembre 1994 | Žetysu  |
| 11 | Yelizaveta Meister   | P     | 1º novembre 1997  | Altay   |
| 12 | Sabira Bekisheva     | L     | 21 febbraio 1998  | Qýanysh |
| 14 | Svetlana Parukova    | S     | 21 settembre 1990 | Žetysu  |
| 15 | Madina Beket         | L     | 6 novembre 1999   | Altay   |
| 16 | Tatyana Nikitina     | O     | 15 gennaio 2001   | Žetysu  |
| 17 | Margarita Belchenko  | S     | 21 marzo 1999     | Qýanysh |
| 27 | Natalya Smirnova     | C     | 29 dicembre 1999  | Qýanysh |
| 29 | Kristina Belova      | O     | 29 novembre 1998  | Altay   |
| 99 | Dinara Kozhanberdina | P     | 1º dicembre 1998  | Almatı  |

## Porto Rico
| N° | Nome                 | Ruolo | Data di nascita   | Squadra               |
| -- | -------------------- | ----- | ----------------- | --------------------- |
| -  | Fernando Morales     | All   | 4 febbraio 1982   | Evansville            |
| 2  | Shara Venegas        | L     | 18 settembre 1992 | Criollas de Caguas    |
| 3  | Alondra Vázquez      | S     | 16 agosto 2000    | Evansville            |
| 4  | Raymariely Santos    | P     | 13 aprile 1992    | Pinkin de Corozal     |
| 5  | Valeria Vázquez      | S     | 28 gennaio 2001   | Pittsburgh            |
| 7  | Stephanie Enright    | S     | 15 dicembre 1990  | Criollas de Caguas    |
| 8  | Paola Rojas          | C     | 26 gennaio 1996   | Changas de Naranjito  |
| 10 | Diana Reyes          | C     | 3 febbraio 1993   | Criollas de Caguas    |
| 11 | Brittany Abercrombie | O     | 28 dicembre 1995  | Pinkin de Corozal     |
| 12 | Neira Ortiz          | C     | 6 luglio 1993     | Criollas de Caguas    |
| 14 | Natalia Valentín     | P     | 12 settembre 1989 | Valencianas de Juncos |
| 15 | Génesis Collazo      | O     | 4 ottobre 1992    | Changas de Naranjito  |
| 20 | Grace López          | S     | 15 luglio 2005    | Froebel               |
| 21 | Pilar Victoriá       | S     | 11 ottobre 1995   | Criollas de Caguas    |
| 23 | Nomaris Vélez        | L     | 11 giugno 1993    | Changas de Naranjito  |

## Rep. Ceca
| N° | Nome                   | Ruolo | Data di nascita   | Squadra          |
| -- | ---------------------- | ----- | ----------------- | ---------------- |
| -  | Giannīs Athanasopoulos | All   | 24 agosto 1978    | Vasas            |
| 1  | Andrea Kossányiová     | S     | 6 agosto 1993     | Wrocław          |
| 2  | Eva Hodanová           | O     | 18 dicembre 1993  | PTSV Aachen      |
| 3  | Veronika Trnková       | C     | 13 ottobre 1995   | Roma Club        |
| 4  | Gabriela Orvošová      | O     | 28 gennaio 2001   | BKS              |
| 9  | Daniela Digrinová      | L     | 19 ottobre 2000   | Královo Pole     |
| 10 | Kateřina Valková       | P     | 6 febbraio 1996   | Münster          |
| 11 | Veronika Dostalová     | L     | 7 aprile 1992     | Dukla Liberec    |
| 13 | Denisa Pavlíková       | S     | 13 luglio 2001    | Královo Pole     |
| 15 | Magdaléna Jehlářová    | C     | 16 gennaio 2000   | Washington State |
| 16 | Michaela Mlejnková     | S     | 26 luglio 1996    | Volero Le Cannet |
| 17 | Klára Faltínová        | S     | 23 dicembre 1997  | Prostějov        |
| 18 | Pavlína Šimáňová       | C     | 5 aprile 1996     | Olymp Praha      |
| 19 | Petra Kojdová          | S     | 23 settembre 1993 | Dukla Liberec    |
| 21 | Tiziana Baumruková     | P     | 29 aprile 1998    | St. John's       |